# 朝陽茶葉公園
朝陽茶葉公園位於臺灣臺北市大同區重慶北路二段70巷旁，是一個茶葉主題公園，也是臺北市唯一一座茶葉主題公園，園內有許多關於茶葉知識的告示牌供遊客觀看，而公園旁的老店王有記茶行是延伸景點。

## 外部連結
- 朝陽公園 - 公園走透透[]